# Resultados do Carnaval de Uruguaiana em 2018
Resultados do Carnaval de Uruguaiana em 2018, foram divulgados no dia 4 de março. A Unidos da Ilha do Marduque foi a vencedora com o enredo Liberté, Egalité et Fraternité – O Povo conta sua História.

## Grupo Especial
| AGREMIAÇÃO         | M. Sala P. Bandeira | M. Sala P. Bandeira | M. Sala P. Bandeira | M. Sala P. Bandeira | Bateria | Bateria | Bateria | Bateria | Harmonia | Harmonia | Harmonia | Harmonia | Comissão de Frente | Comissão de Frente | Comissão de Frente | Comissão de Frente | Fantasia | Fantasia | Fantasia | Fantasia | Alegorias | Alegorias | Alegorias | Alegorias | Evolução | Evolução | Evolução | Evolução | Conjunto | Conjunto | Conjunto | Conjunto | Enredo | Enredo | Enredo | Enredo | Samba Enredo | Samba Enredo | Samba Enredo | Samba Enredo | Abre Alas | Abre Alas | Abre Alas | Abre Alas | P.  | TOTAL |
| ------------------ | ------------------- | ------------------- | ------------------- | ------------------- | ------- | ------- | ------- | ------- | -------- | -------- | -------- | -------- | ------------------ | ------------------ | ------------------ | ------------------ | -------- | -------- | -------- | -------- | --------- | --------- | --------- | --------- | -------- | -------- | -------- | -------- | -------- | -------- | -------- | -------- | ------ | ------ | ------ | ------ | ------------ | ------------ | ------------ | ------------ | --------- | --------- | --------- | --------- | --- | ----- |
| Apoteose do Samba  | 10                  | 10                  | 10                  | 9,9                 | 9,8     | 10      | 9,9     | 9,7     | 9,7      | 9,7      | 9,8      | 9,7      | 10                 | 9,8                | 9,8                | 9,9                | 10       | 9,8      | 10       | 9,6      | 9,7       | 9,7       | 10        | 9,9       | 9,6      | 9,7      | 9,6      | 9,4      | 9,5      | 9,6      | 9,3      | 9,4      | 9,9    | 9,9    | 9,5    | 9,6    | 10           | 10           | 10           | 10           | 10        | 9,8       | 9,6       | 10        | 1,0 | 429,8 |
| Ilha do Marduque   | 10                  | 9,9                 | 10                  | 10                  | 10      | 9,9     | 10      | 10      | 9,9      | 10       | 10       | 10       | 10                 | 9,9                | 10                 | 10                 | 10       | 10       | 10       | 10       | 10        | 10        | 9,9       | 10        | 10       | 10       | 10       | 10       | 10       | 9,7      | 9,9      | 9,9      | 10     | 10     | 9,9    | 10     | 10           | 10           | 10           | 10           | 10        | 9,9       | 10        | 9,9       | 1,0 | 437,7 |
| Cova da Onça       | 10                  | 10                  | 10                  | 10                  | 9,9     | 10      | 10      | 9,9     | 10       | 10       | 10       | 9,8      | 10                 | 10                 | 10                 | 10                 | 9,8      | 10       | 10       | 10       | 10        | 10        | 10        | 10        | 9,9      | 10       | 9,8      | 10       | 9,9      | 9,9      | 10       | 9,9      | 9,8    | 10     | 10     | 9,9    | 10           | 10           | 10           | 10           | 10        | 10        | 10        | 10        | 1,0 | 437,6 |
| Imperadores do Sol | 9,8                 | 10                  | 10                  | 10                  | 10      | 10      | 10      | 10      | 10       | 9,6      | 10       | 9,8      | 10                 | 10                 | 10                 | 10                 | 9,9      | 9,8      | 10       | 9,7      | 9,8       | 9,5       | 9,7       | 9,8       | 9,7      | 9,7      | 9,9      | 10       | 9,5      | 9,7      | 9,7      | 9,9      | 9,8    | 9,9    | 9,8    | 9,7    | 10           | 9,9          | 10           | 9,9          | 9,8       | 9,8       | 10        | 9,9       | -   | 434,3 |
| Os Rouxinoís       | 10                  | 10                  | 10                  | 10                  | 10      | 10      | 10      | 10      | 10       | 9,8      | 9,9      | 10       | 10                 | 10                 | 9,9                | 9,8                | 10       | 10       | 10       | 10       | 9,9       | 9,7       | 10        | 9,6       | 9,9      | 9,9      | 10       | 9,9      | 9,9      | 9,7      | 9,8      | 9,9      | 10     | 9,9    | 9,9    | 10     | 10           | 10           | 10           | 10           | 10        | 9,9       | 10        | 10        | 1,0 | 435,5 |
| Bambas da Alegria  | 9,9                 | 9,9                 | 9,8                 | 9,9                 | 10      | 9,8     | 10      | 10      | 10       | 9,6      | 10       | 9,8      | 10                 | 10                 | 10                 | 10                 | 10       | 10       | 9,8      | 10       | 10        | 9,8       | 10        | 9,9       | 10       | 9,8      | 10       | 9,8      | 9,9      | 9,6      | 9,7      | 9,9      | 10     | 10     | 10     | 9,9    | 10           | 10           | 10           | 10           | 9,8       | 9,9       | 10        | 9,9       | 1,0 | 435,8 |

| Pos | Escolas de Samba           | Pts   | Enredo                                                                              | Classificação ou rebaixamento            | Ref;  |
| --- | -------------------------- | ----- | ----------------------------------------------------------------------------------- | ---------------------------------------- | ----- |
| 1   | Unidos da Ilha do Marduque | 437,7 | Liberté, Egalité et Fraternité - O Povo Conta Sua História                          | Campeã do Carnaval de 2018               | [ 1 ] |
| 2   | Unidos da Cova da Onça     | 437,6 | Nesse Mundão Sem Porteiras, Faço a Festa do Interior                                | Continua no Grupo Especial em 2019       | [ 1 ] |
| 3   | Bambas da Alegria          | 435,8 | Njinga: Mulher Guerreira, Rainha Africana de Matamba.                               | Continua no Grupo Especial em 2019       | [ 1 ] |
| 4   | Os Rouxinóis               | 435,5 | Contos e Encontros Além da Imaginação                                               | Continua no Grupo Especial em 2019       | [ 1 ] |
| 5   | Imperadores do Sol         | 434,3 | Ixé Aruana - O Triunfo da Criação                                                   | Continua no Grupo Especial em 2019       | [ 1 ] |
| 6   | Apoteose do Samba          | 429,8 | Aos Encantos da Noite, Apoteose do Samba Exalta as Deusas da Lua: Jaci, Isis e Mawu | Rebaixada para o Grupo de Acesso em 2019 | [ 1 ] |

## Grupo de acesso
| Colocação | Escola              | Pontos | Nota      | Ref.  |
| --------- | ------------------- | ------ | --------- | ----- |
| 1º        | Deu Chucha na Zebra | 214,7  | Promovida | [ 1 ] |
| 2º        | Império Serrano     | 212,5  |           | [ 2 ] |